# A Sudden Burst of Optimism
A Sudden Burst Of Optimism är ett svenskt rockband som bildades i Stockholm 2004. Bandet består av Ted Jergelind (trummor), Daniel Lugn (sång och gitarr) och Andreas Nilsson (bas). Under hösten 2007 har singeln Don Piano spelats ofta på olika radiokanaler. Låten finns med på bandets senaste EP SUMO som släpptes i november 2007.